# Bromus syriacus
Bromus syriacus är en gräsart som beskrevs av Pierre Edmond Boissier och Emanuel Blanche. Bromus syriacus ingår i släktet lostor, och familjen gräs. Inga underarter finns listade i Catalogue of Life.